# Ватра и крв
Ватра и крв (енгл. Fire & Blood) амерички је фантастични роман Џорџа Р. Р. Мартина. Говори о историји династије Таргарјен из серије Песма леда и ватре. Иако је првобитно планирано да буде објављена након завршетка ове серије, Мартин је открио своју намеру да објави историју у два тома пошто је материјал постао превелик. Први том је објављен 20. новембра 2018. године.
Друга половина првог тома је адаптирана у преднаставак серије Игра престола, под насловом Кућа змаја.

## Радња
Неколико векова пре догађаја који се одигравају у Игри престола кућа Таргарјена — једина породица змајских господара која је преживела Пропаст Валирије — населила се на Змајкамену. Ватра и крв започиње од легендарног Егона Освајача, који је сковао Гвоздени престо, а наставља се приповедајући о поколењима Таргарјена који су се борили да одрже ту знамениту владарску столицу — све до избијања грађанског рата који умало није затро целу династију.
Шта се заиста дешавало за време Плеса змајева? Зашто је сваки одлазак у Валирију после Пропасти смртоносан? Шта су најгори злочини које је починио Мегор Окрутни? Какав је био живот у Вестеросу док су змајеви шестарили небом? Ово су само нека од свих питања на која су дати одговори у овом важном летопису написаном руком ученог мештра из Цитаделе, илустрованом с више од осамдесет црно-белих цртежа Дага Витлија. Читаоци су имали прилике да већ окусе понешто од овог штива у Свету леда и ватре, али сада је овде први пут размотана читава богата таписерија повести Таргарјена.

## Адаптација
10-епизодна серија под називом Кућа змаја, преднаставак серије Игра престола, темељи се на овом роману, а премијерно је приказује HBO од 21. августа 2022. године, односно 22. августа у Србији.